# Cowboy Up!
Cowboy Up! er en dansk dokumentarfilm fra 2012 med instruktion og manuskript af Susanne Eeg.

## Handling
Skomager Louise Hvidegaard er rejst fra København til en lille by i Oregon, USA. Her vil hun bruge tre uger på støvlemager D.W. Frommer II's værksted, mens hun lærer et nyt håndværk og får skabt sit første par traditionelle cowboystøvler.